# Ngchesar
Ngchesar est l'un des seize États qui forment les Palaos. D'une superficie de 41 km2, il est peuplé de 254 habitants.

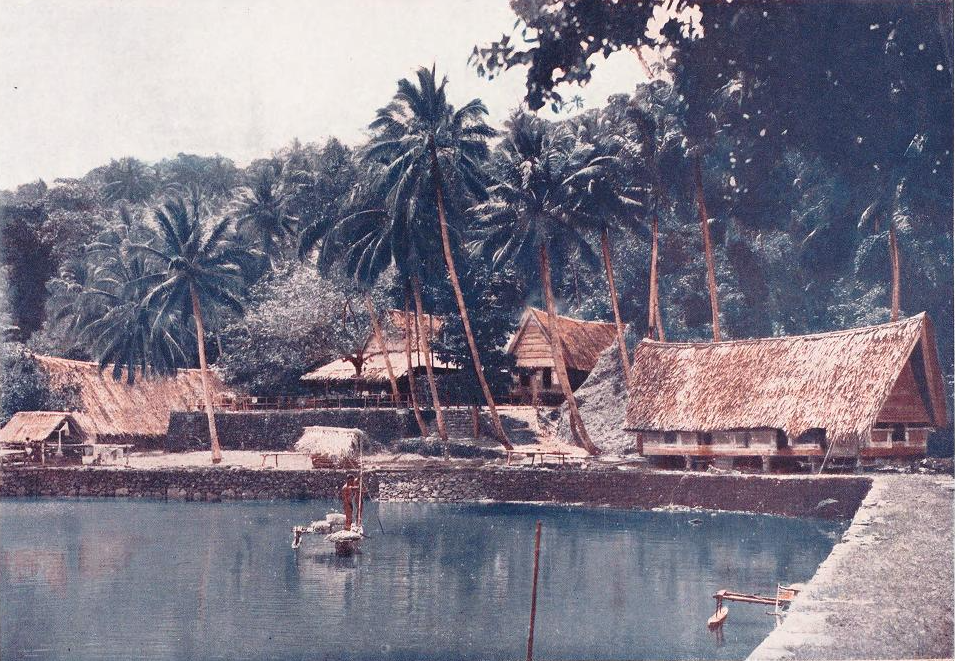
Ngchesar, Palaos en 1932